# Sh2-287
Sh2-287 è una nebulosa a emissione visibile nella costellazione dell'Unicorno.
Si osserva nella parte centrale della costellazione, circa 1° a sudovest della stella 19 Monocerotis, di magnitudine 4,99; può essere scorta e fotografata attraverso un telescopio amatoriale di potenza elevata munito di appositi filtri. Trovandosi ad appena 4° a sud dell'equatore celeste, può essere osservata da tutte le aree popolate della Terra con facilità senza alcun privilegio; il periodo più propizio per la sua osservazione nel cielo serale va da dicembre ad aprile.

## Caratteristiche
Si tratta di una grande regione H II composta da due sezioni, la più settentrionale delle quali è più estesa; la nube costituisce la parte ionizzata di un grande complesso nebuloso molecolare in gran parte non illuminato, con una massa pari a circa 340.000 masse solari. Questo complesso si trova a circa 2100 parsec (circa 6850 anni luce) nel Braccio di Perseo, a circa 500 parsec di distanza dalla Nebulosa Rosetta in una regione più intermedia del braccio di spirale. All'interno di questa regione non sono evidenti dei fenomeni di formazione stellare, nonostante le grandi dimensioni del complesso; il che ha fatto pensare che si tratti di un aggregato di polveri e materia interstellare di recente formazione, in cui la nascita di nuove stelle potrebbe verificarsi in tempi astronomicamente brevi. Altre ipotesi invece spiegano l'assenza di tali fenomeni considerando, al contrario, il complesso come una sorta di "relitto" in cui la formazione stellare ha già avuto luogo, esaurendosi progressivamente.
La principale stella responsabile della ionizzazione dei gas della regione sarebbe LS VI -04 19 (TYC 4809-2410-1) una stella blu di sequenza principale di classe spettrale O9.5V e di magnitudine 10,7; all'interno del complesso sono stati anche scoperti due piccoli ammassi aperti ben avvolti nei gas, catalogati come S287 N e S287 C. Alla regione sembra essere associata anche la nebulosa bipolare BFS57 (o NS 14), che appare connessa al sistema da un tenue filamento gassoso; questa nube ha un diametro di circa 20' e ospita quattro stelle di grande massa sul lobo orientale, disposte a forma di trapezio, responsabili dell'illuminazione della nube. Le quattro stelle, denominate A, B, C e D, sono di classe spettrale comprese fra B0.5 e A5 e sono separate fra di loro da distanze comprese fra 0,012 e 0,04 parsec.
Parte dei gas del complesso sono eccitati da un ammasso di stelle di grande massa, noto come NGC 2311, posto a circa 50 parsec dai bordi della nube, in direzione nordovest, e dominato da alcune giganti blu di classe O e B; questa caratteristica, assieme alla vicinanza con l'associazione, ha fatto sì che queste stelle venissero considerate come una vera e propria associazione OB, che venne identificata come Monoceros OB3. Fra le stelle dominanti dell'associazione vi è la gigante blu HD 51452 e la supergigante blu HD 51509.